# Banco Unido de Fomento
Banco Unido de Fomento (BUF) fue una institución bancaria chilena fundada en 1974 y disuelta en 1983, destinada principalmente al fomento de inversiones.

## Historia
El banco fue constituido oficialmente el 20 de diciembre de 1974, siendo autorizada su existencia por la Superintendencia de Bancos e Instituciones Financieras de Chile (SBIF) el 24 de enero de 1975, abriendo sus puertas el 17 de marzo del mismo año. Para 1976 los accionistas mayoritarios del BUF eran el Banco de Crédito e Inversiones, el Banco Sud Americano, la Sociedad Nacional de Minería y el Registro Nacional de Comerciantes, además de instituciones internacionales como el Banco Germánico de la América del Sur, ADELA Compañía de Inversiones S.A., Manufacturera Hannover International Finance Corporation, Banco do Brasil, The Bank of Tokyo y el Banco Exterior de España.
A partir de 1977, mediante modificaciones legales realizadas por el gobierno de la época, los bancos de fomento pudieron iniciar operaciones destinadas a préstamos hipotecarios y negocios inmobiliarios, con lo cual el BUF amplió su cartera de servicios. Los principales accionistas del BUF hacia 1978 eran el grupo Ábalos y González (20%), el grupo Luksic (15%), el grupo Eliodoro Matte (3%), Jorge Yarur Banna (1%), Agustín Edwards Eastman (1%) y Rafael Arancibia Frías (0,5%), conformando en total el 40,5% del paquete accionario.
Su sede principal se encontraba inicialmente en Alcántara 30 (Las Condes), trasladándose en 1980 a Agustinas 785 (Santiago). En 1981 su presidente era Pablo Baraona y su gerente general Alfredo Barriga. Hasta 1980 el banco poseía una sola sucursal, llegando a tener 4 oficinas entre 1981 y 1982 (incluyendo una en la calle Blanco de Valparaíso), tras lo cual cerró 2 de ellas y se mantuvo con 2 sedes hasta su cierre.
El 13 de enero de 1983 el Banco Unido de Fomento fue liquidado por la SBIF al igual que el Banco Hipotecario de Chile y la Financiera Ciga; en la misma fecha fueron intervenidos los bancos de Chile, de Santiago, Colocadora Nacional de Valores, Concepción e Internacional. El banco entregó en parte de pago al Banco Central de Chile 17 pinturas de su colección para saldar una porción de sus deudas. Al momento de su liquidación la deuda externa del banco BUF era de 138 millones de dólares.

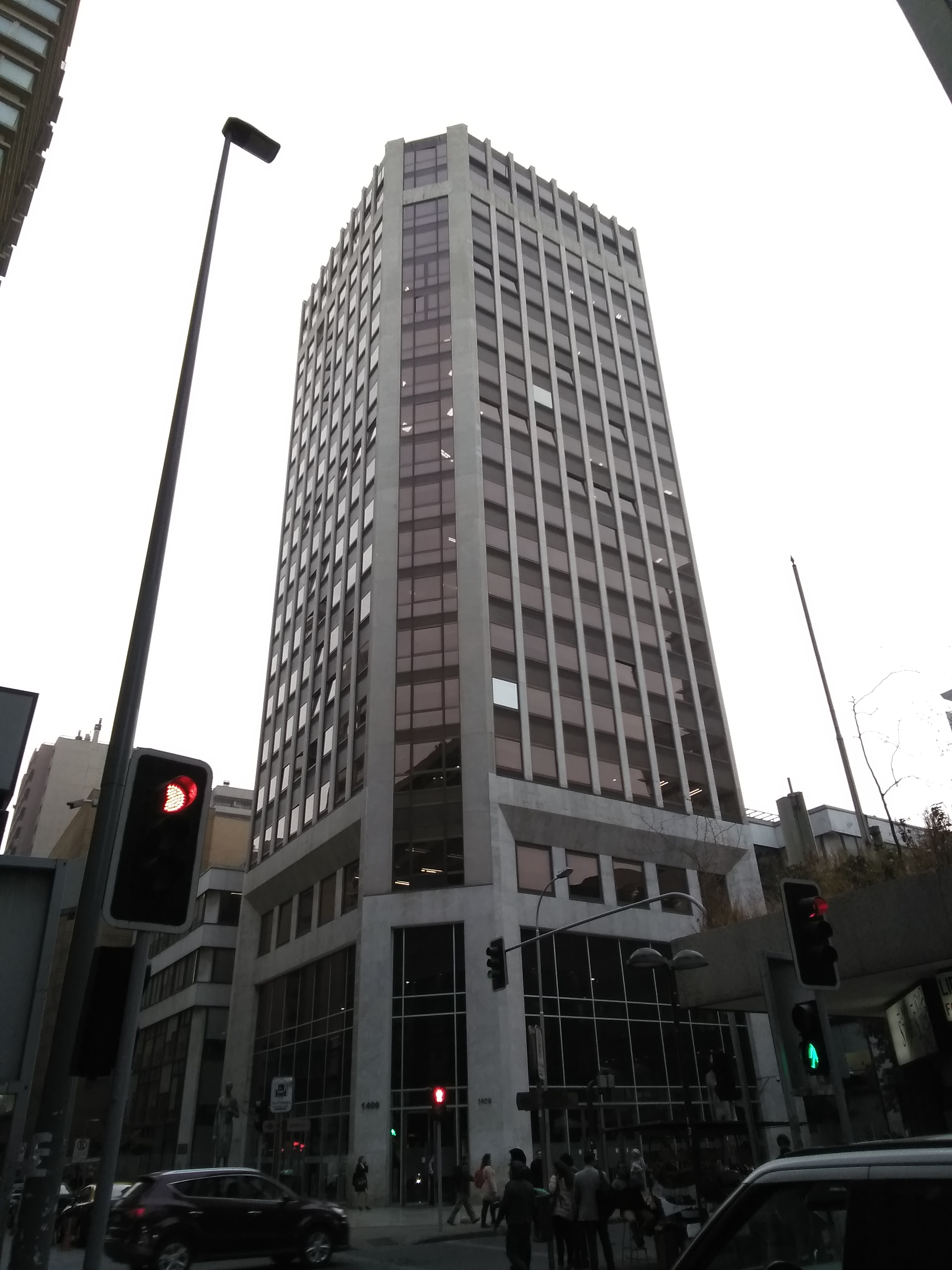
Edificio que albergaría originalmente al BUF.

En 1980 el BUF había proyectado la construcción de un edificio institucional en la esquina de las calles Huérfanos y Amunátegui en el centro de Santiago. La construcción fue realizada por el arquitecto Mario Pérez de Arce Lavín con colaboración de Mario Pérez de Arce Antoncic y Luis Herrada, y las obras se extendieron entre 1983 y 1985, posterior a su liquidación, por lo que el edificio no alcanzó a albergar las oficinas de la institución. El síndico de quiebras del BUF contrató al arquitecto Salvador Valdés Pérez para la rehabilitación del edificio, y en 1988 fue adquirido por el Estado, convirtiéndose en sede de los Juzgados Civiles de Santiago.